# Karl Rubin
Karl Rubin (27 de enero de 1956) es un matemático y profesor estadounidense.
Hijo de Vera Rubin. Se desempeñó en la Universidad de California, Irvine como Thorp Profesor de matemáticas. Ha realizado trabajos de investigación en el campo de las curvas elípticas. Fue el primer matemático (1986) que demostró que algunas curvas elípticas sobre los racionales tienen grupos de Tate-Shafarevich finitos. Existe amplio consenso en que esos grupos siempre serían finitos.
Rubin se graduó en la Universidad de Princeton en 1976, y obtuvo su docotorado en Harvard en 1981. Su tutor de tesis fue Andrew Wiles. Fue reconocido como Putnam Fellow en 1975, y Sloan Fellow en 1985. En 1988 recibió el premio del presidente al investigador joven de la Fundación Nacional para la Ciencia, y en 1992 ganó el Premio Cole de la Sociedad Estadounidense de Matemática por su contribución en la teoría de números.